# Замоцький Ігор Вадимович
Ігор Вадимович Замоцький (1997—2023) — молодший сержант Збройних сил України, учасник російсько-української війни. Герой України (2024, посмертно).

## Нагороди
- Звання Герой України з удостоєнням ордена Золота Зірка (30 вересня 2024, посмертно) — за особисту мужність і героїзм, виявлені у захисті державного суверенітету та територіальної цілісності України, самовіддане служіння Українському народові[1].
- Орден «За мужність» II ступеня (24 серпня 2023, посмертно) — за особисту мужність, виявлену у захисті державного суверенітету та територіальної цілісності України, самовіддане виконання військового обов'язку[2].
- Орден «За мужність» III ступеня (2 травня 2022) — за особисту мужність і самовіддані дії, виявлені у захисті державного суверенітету та територіальної цілісності України, вірність військовій присязі[3].
- Медаль «За військову службу Україні» (21 липня 2022) — за особисту мужність і самовіддані дії, виявлені у захисті державного суверенітету та територіальної цілісності України, вірність військовій присязі[4].